# Apeadeiro de Miuzela
O Apeadeiro de Miuzela é uma interface da Linha da Beira Alta, que serve a localidade de Miuzela, no Distrito da Guarda, em Portugal.

## Descrição

### Localização e acessos
Este apeadeiro situa-se no concelho de Almeida, na margem esquerda do Rio Noéme, a menos de dois quilómetros a nornoroeste da localidade nominal, em declive acentuado via CM1085.

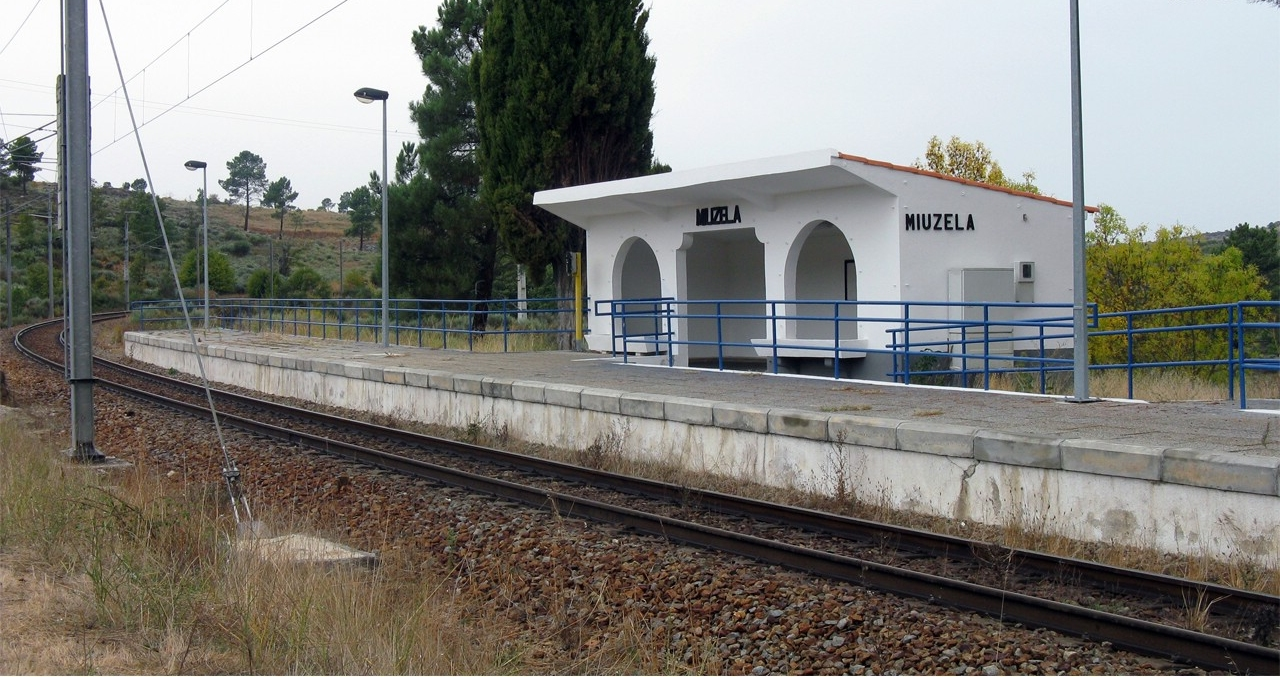
Apeadeiro de Miuzela, em 2008.

### Infraestrutura
Como apeadeiro numa linha de via única, esta interface tem uma só plataforma, com 63 m de comprimento e 685 mm de altura, situada do lado norte da via (lado esquerdo do sentido ascendente, a Vilar Formoso).

### Serviços
Por motivos do obras em toda a Linha da Beira Alta em 2022-2024, o serviço de passageiros a este interface é assegurado por via rodovária, com duas circulações diárias em cada sentido entre Guarda e Vilar Formoso.

## História
A Linha da Beira Alta entrou provisoriamente ao serviço em 1 de Julho de 1882, tendo sido totalmente inaugurada em 3 de Agosto do mesmo ano, pela Companhia dos Caminhos de Ferro Portugueses da Beira Alta. Miuzela não constava entre as estações e apeadeiros existentes na linha à data de inauguração, porém, tendo este interface sido criado posteriormente.